# Tiaro
Tiaro är en ort i Australien. Den ligger i kommunen Fraser Coast och delstaten Queensland, omkring 200 kilometer norr om delstatshuvudstaden Brisbane. Antalet invånare är 843.
Runt Tiaro är det mycket glesbefolkat, med 2 invånare per kvadratkilometer.. Det finns inga andra samhällen i närheten.
I omgivningarna runt Tiaro växer huvudsakligen savannskog. Genomsnittlig årsnederbörd är 1 406 millimeter. Den regnigaste månaden är mars, med i genomsnitt 295 mm nederbörd, och den torraste är september, med 22 mm nederbörd.